# Richard Wagenbauer
Richard Wagenbauer (* 30. Juni 1896 in Germersheim; † 20. Oktober 1942 in Coburg) war ein deutscher Politiker (NSDAP) und SA-Führer.

## Leben und Wirken
Nach dem Besuch der Volksschule, eines Realgymnasiums und der Bayerischen Kadettenschule trat Richard Wagenbauer im August 1914 in das 1. Bayerische Fußartillerie-Regiment als Fahnenjunker ein. Mit diesem und mit dem 2. Bayerischen Fußartillerie-Regiment nahm er bis 1918 am Ersten Weltkrieg teil. 1919 war Wagenbauer Mitglied des Freikorps Epp und des Detachements Hierl. 1921 schied er im Rang eines Oberleutnants aus der Armee aus.
Wagenbauer wurde im Oktober 1930 Mitglied der NSDAP (Mitgliedsnummer 502.919) und SS. Von der SS wechselte er Anfang Oktober 1932 zur SA, wo er hauptamtlich tätig wurde und im November 1937 den Rang eines Gruppenführers erreichte. Nach der „Machtergreifung“ war er von 1933 bis 1934 kurzzeitig Polizeipräsident in Karlsruhe.
Nach Beginn des Zweiten Weltkrieges wurde er auf eigenen Wunsch zur Wehrmacht eingezogen, war zuletzt  im Majorsrang als Abteilungskommandeur eingesetzt.
Am 6. Februar 1942 trat Wagenbauer als Abgeordneter in den nationalsozialistischen Reichstag ein, dem er bis zu seinem Tod als Vertreter des Wahlkreises 26 (Franken) angehörte. Sein Mandat wurde anschließend bis Kriegsende von Heinrich Horlbeck weitergeführt.
Wagenbauer war in Bayreuth SA-Führer der SA-Gruppe Bayernwald und sollte im Oktober 1942 die SA-Gruppe Hochland in München übernehmen. Am 20. Oktober 1942 um 5:50 Uhr starb er im Coburger Hotel Festungshof nach einem Sturz aus einem Fenster. In Bayreuth wurde er auf dem Stadtfriedhof beerdigt.